# Enxames (Fundão)
Enxames es una freguesia portuguesa del concelho de Fundão, en el distrito de Castelo Branco, con 22,48 km² de superficie y 520 habitantes (2011). Su densidad de población es de 22,48 hab/km².
La freguesia fue creada por Ley 80/1989, de 29 de agosto, por segregación de la de Fatela.
En el patrimonio de Enxames puede citarse la iglesia matriz de San Antonio, la capilla de Nuestra Sra. del Buen Parto y el crucero.